# فرانك بيتمان كيف
فرانك بيتمان كيف هو محامي ومدرس وسياسي أمريكي، ولد في 23 سبتمبر 1887 في وينكوني في الولايات المتحدة، وتوفي في 5 فبراير 1952 في نيناه في الولايات المتحدة. نشط حزبياً في الحزب الجمهوري. وقد انتخب مدع (1922 – 1928) وانتخب عضو مجلس النواب الأمريكي ‏.